# Медаль «За отличие в труде» (ФСО)
Меда́ль «За отли́чие в труде́» — ведомственная медаль ФСО России, учреждённая приказом ФСО РФ № 318 от 19 августа 2005 года.

## Правила награждения
Согласно Положению медалью «За отличие в труде» награждаются лица из числа гражданского персонала федеральных органов государственной охраны, имеющие трудовой стаж не менее 15 лет, за конкретный вклад в решение задач, возложенных на федеральные органы государственной охраны, за высокие показатели в трудовой деятельности, за долголетний и добросовестный труд.

## Описание медали
Медаль изготавливается из металла золотого цвета; имеет форму круга диаметром 32 мм с выпуклым бортиком с обеих сторон. На лицевой стороне медали в центральной части — полноцветное изображение эмблемы ФСО России, наложенное на равноконечный крест с расширяющимися закруглёнными концами и двойной узкой каймой. Крест наложен на золотистый лавровый венок. На оборотной стороне медали в центральной части — надпись «ЗА ОТЛИЧИЕ В ТРУДЕ». По окружности медали с оборотной стороны надпись «ФЕДЕРАЛЬНАЯ СЛУЖБА ОХРАНЫ РОССИЙСКОЙ ФЕДЕРАЦИИ». Все изображения и надписи на медали рельефные.
Медаль при помощи ушка и кольца соединяется с четырехугольной фигурной колодкой (позднее пятиугольной) золотистого цвета, обтянутой васильковой шёлковой муаровой лентой шириной 24 мм с полоской белого цвета с левой стороны и красной полоской с правой стороны. Ширина полосок 1 мм.